# Kim Eui-tae
Kim Eui-tae (김의태?; 2 giugno 1941) è un ex judoka sudcoreano.
Vinse la medaglia di bronzo ai Giochi olimpici di Tokyo 1964 nella categoria fino a 80 kg. Disputò nuovamente le Olimpiadi a Monaco 1972 nella categoria fino a 93 kg, ma fu eliminato nei turni preliminari. Nel corso della sua carriera ha vinto anche due medaglie di bronzo ai campionati mondiali.

## Palmarès
Olimpiadi
- 1 medaglia:
  - 1 bronzo (fino a 80 kg a Tokyo 1964)

Mondiali
- 2 medaglie:
  - 2 bronzi (open a Parigi 1961 e 80 kg a Rio 1965)